# Лукомский, Владимир Викентьевич
Влади́мир Вике́нтьевич Луко́мский (1840—1902) — русский врач и педагог, военно-медицинский инспектор Варшавского округа. Тайный советник.

## Биография
Родился 9 (21) марта 1840 года в дворянской семье.
После окончания в 1856 году 2-й Киевской гимназии учился в Университете Св. Владимира, который окончил в 1861 году со званием лекаря с правом получить степень доктора. В 1864 году в Медико-хирургической академии защитил докторскую диссертацию на тему «Наблюдения над некоторыми видами злокачественных лихорадок» (СПб., 1864).
В 1862 году он работал в Оренбургском военном госпитале. В 1863 году, сначала заведовал в Уральске больницей Уральского казачьего войска, а затем был переведён лекарем в Оренбургский отдельный корпус с прикомандированием к 1-му Военно-сухопутному госпиталю в Санкт-Петербурге. В 1865 году был перемещён в 4-й летучий артиллерийский парк, а в 1866 году назначен старшим ординатором в Киевский военный госпиталь. В 1871 году в течение двух месяцев был в командировке, посетил Германию, Францию и Австрию.
В 1872 году, после прочтения пробной лекции «О современном состоянии дерматологии» стал приват-доцентом кафедры дерматологии киевского университета; читал необязательный курс микологии до 1878 года, когда занял должность дивизионного врача при 27-й пехотной дивизии в Вильно.
В 1890-х годах был помощником военно-медицинского инспектора Омского военного округа, затем — военно-медицинским инспектором Варшавского военного округа.
Помимо статей в «Медицинском обозрении» и «Военно-медицинском журнале», написал на основе своих лекций в университете «Очерк микологии в связи с микропаразитной теорией развития паразитных болезней» (СПб., 1881; 2-е изд., Вильно, 1881). В 1869 году был награждён орденом Св. Анны 3-й степени.
Умер 7 (20) марта 1902 года. Похоронен на Никольском кладбище Александро-Невской лавры.